# Seajacks Kraken
Seajack Kraken – морське будівельне судно, споруджене у 2009 році на замовлення британської групи Seajack. Однотипне з Seajacks Leviathan, від якого відрізняється певними характеристиками кранового обладнання та розміром житлових приміщень.

## Характеристики
Замовлення на судно виконала верф Lamprell Energy у Об’єднаних Арабських Еміратах. За своїм архітектурно-конструктивним типом воно відноситься до самопідіймальних (jack-up) та має чотири опори максимальною довжиною по 85 метрів (довжина нижче корпусу 73 метри). До району виконання робіт судно пересувається самостійно, а точність встановлення на місці забезпечується системою динамічного позиціювання DP2.
Seajacks Kraken обладнане краном вантажопідйомністю 300 тон та має робочу палубу площею 900 м2 з максимальним навантаженням 5 тон/м2. 
На судні забезпечується розміщення 90 осіб (опціонально до 120 осіб). Для перевезення персоналу та вантажів Kraken має гелікоптерний майданчик діаметром 22 метри, розрахований на прийом машин типу Sikorsky S92 (або рівнозначних вагою до 12,8 тон).

## Завдання судна

### Нафтогазова галузь
Першим замовленням після спорудження для Seajacks Kraken стали роботи за п’ятимісячним контрактом на канадському газовому проекті Сейбл (Атлантичний океан, 225 км від узбережжя провінції Нова Шотландія). На цьому родовищі, що знаходилось в розбробці з 1999 року, виникла потреба у ізоляційних роботах на окремих свердловинах.
У січні 2012-го судно розпочало виконання замовлення компаній Nederlandse Aardoliemaatschappij BV та Shell по ремонту і обслуговуванню свердловин на різних родовищах південної частини Північного моря. В межах дворічного контракту передбачались роботи (колтюбінг, встановлення насосно-компресорних труб малого діаметру, тестування свердловин та обслуговування колонних головок) на 50 платформах, першою з яких стала L13-FE.
У липні 2015-го судно задіяли в проекті на газовому родовищі Північний Моркем (North Morecambe) в Ірландському морі біля узбережжя Камбрії та Ланкаширу. Цей сателіт гігантського родовища Моркем Бей розроблявся з дистанційно керованої платформи. На час виконання робіт рядом з нею встановили та з’єднали містком Seajacks Kraken, котре забезпечувало проживання персоналу.
В 2016 році судно провело ізоляційно-ліквідаційні роботи на північноморських газових родовищах Horne та Wren (65 км від узбережжя Норфолку), де готувався демонтаж платформи.

### Офшорна вітроенергетика
В 2010-2011 роках Seajacks Kraken провадив монтаж вітрових турбін на першій (самостійно) та другій (разом з Seajacks Leviathan) чергах ВЕС Уолні (Ірландське море біля узбережжя Камбрії).
У проміжку між роботами на станції Уолні, на початку 2011-го, Seajacks Kraken допомагав Seajacks Leviathan у встановленні турбін на ВЕС Грейтер-Габбард (Північне море біля узбережжя Саффолку).
В 2017-му судно використовувалось для розміщення персоналу під час налагоджувальних робіт на офшорній трансформаторній підстанції ВЕС Вікінгер (німецький сектор Балтійського моря, між островами Рюген та Борнгольм).